# ليدي بيانكا
ليدي بيانكا (بالإنجليزية: Lady Bianca)‏ هي عازفة بيانو ومغنية وكاتبة غنائية أمريكية، ولدت في 8 أغسطس 1953 في كانساس سيتي في الولايات المتحدة.

## وصلات خارجية
- ليدي بيانكا على موقع ميوزك برينز (الإنجليزية)